# Ecclitica torogramma
Ecclitica torogramma es una especie de polilla de la familia Tortricidae. Se encuentra en Nueva Zelanda.